# Ovella Polly
L'ovella Polly va ser la primera ovella clònica i transgènica alhora. Aquest individu únic va ser creat al Roslin Institute a Edinburg, l'any 1997, cinc mesos després del naixement de l'ovella Dolly i pel mateix equip d'investigadors liderat per Ian Wilmut.
En aquest cas el procés es va dur a terme inserint un gen humà de valor terapèutic en cèl·lules fetals d'ovella i van aplicar el procediment habitual ja realitzat amb èxit en l'ovella Dolly.
Polly va ser anomenada així per ser de la raça Poll Dorset. Són ovelles transgèniques (en essència no clòniques) que produeixen la proteïna alfa1proteinasa (anteriorment coneguda com a alfa-1antitripsina) així com els factors de coagulació VII i IX.
Va morir un any després de ser clonada.
Els casos de clonació suposen un debat ètic i moral que es basa en l'existència de raons per aplicar la clonació als éssers humans, com ara la salut, i sobre quines motivacions podrien suscitar l'exercici de la clonació humana.